# ريكي كينغ
ريكي كينغ (بالألمانية: Ricky King)‏ (اسمه الحقيقي: هانس لينڤنفيلدر) هو موسيقي ألماني يعزف على آلة القيثارة ولد في 12 مارس 1946 في مدينة راستات القريبة من بادن بادن صدر له أول ألبوم عام 1976، درس القيثارة الكلاسيكية في المدرسة العليا للموسيقي في كارلسروه بين عامي 1964 و 1970. ريكي كينغ متزوج منذ عام 1975 .

## مسيرته
بعد دراسته الموسيقية في المدرسة العليا للموسيقى (كارلسروه) في كارلسروه بين عامي 1964 و1970 اجتاز عام 1971 امتحانه، كان بين عامي 1960 و1973 عضوا مع مختلف الفرق، كما اشتغل عضوا مع فرقة (هيت كيدس) من عام 1973 حتى عام 1976.
بدأ مهنته كعازف مستقل مع فرقته الخاصة عام 1976 من خلال نشره للمقطوعة الموسيقية "Verde" أي الأخضر، التي ألفها الأخوين غيدو دي أنجيليس وموريزيو دي أنجيليس (أوليفر أونيونس). تحصل عام 1982 على جائزة «جنتلمان الموسيقى» عبر المجلة الموسيقية رولينغ شتوني.
أصبح ريكي كينغ معروفا بشكل خاص من خلال إصداراته التي أدخل فيها نمطا جديدا والتي عزفها موسيقيون آخرون. المعزوفات التي جعلته معروفا هي على سبيل المثال «جوني قيتار»، «ويلز»، «رومانزا»، «بونانزا»، «ماي روستي بوتس» وغيرها. نجاحه الكبير كان عام 1982 مع الألحان التي ألفها له المنتج الألماني ديتر بولن، «هالي هاي لويز»، «أهو أي كابتن».

## الجوائز
- 1977 ذهبية أوروبا
- 1994 الشوكة الذهبية

## ألبومات ريكي كينغ
- Fantastic Guitar Hits - 1976
- Golden Guitar Hits - 1976
- Mare -1977
- Die 20 Schönsten Welthits Im Gitarren -Sound -1978
- Zauber Der Gitarre -1979
- Electric Guitar Hits -1980
- Leise Rieselt der Schnee -1980
- Happy Guitar Dancing -1982
- Lieder Gehen Um Die Welt -1982
- Greatest Hits -1983
- Südsee Träume -1983
- Rock'n'roll Party -1984
- Traumreise -1986
- Die Grossen Welt Hits -1987
- La Rose Noire -1988
- Super Guitar Dancing -1989
- Traumland Der Klassik -1990
- Hitbox -1990
- Traumland -1990
- Magic Guitar Hits -1992
- Von Herz Zu Herz -1992
- Traumland Der Gitarre -1993
- Romantica -1994
- Romantic Guitar Hits -1996
- Romantic Moments -1997
- Zeit Für Gefühle -1997
- Best Of -1998
- Song Of Joy -1999
- Happy Guitar -2001
- Platinum Edition -2002
- Sail Along Silvery Moon -2003
- Seine Schönsten Gitarren-Melod -2006
- 2007- Sternenstaub
- 2007- Greatest Hits

## وصلات خارجية
- ريكي كينغ على موقع ميوزك برينز (الإنجليزية)
- ريكي كينغ على موقع ديسكوغز (الإنجليزية)

- الموقع الرسمي لريكي كينغ
- حياة ريكي كينغ من موقعه الرسمي (باللغة الألمانية)
- بعض من ألحان ريكي كينغ من موقع يوتيوب على يوتيوب